# Hinesburg
Hinesburg est une ville de l'État américain du Vermont, située dans le comté de Chittenden. Selon le recensement de 2020, sa population est de 4 698 habitants.